# Коритно
Коритно (пол. Korytno) — село в Польщі, у гміні Масловиці Радомщанського повіту Лодзинського воєводства.
Населення — 350 осіб (2011).
У 1975-1998 роках село належало до Пйотрковського воєводства.

## Демографія
Демографічна структура станом на 31 березня 2011 року:
|          | Загалом | Допрацездатний вік | Працездатний вік | Постпрацездатний вік |
| -------- | ------- | ------------------ | ---------------- | -------------------- |
| Чоловіки | 175     | 23                 | 124              | 28                   |
| Жінки    | 175     | 41                 | 88               | 46                   |
| Разом    | 350     | 64                 | 212              | 74                   |